# نل ماندی
نل آی. ماندی (۲۷ اکتبر ۱۹۲۱ – ۲۵ اوت ۲۰۰۵) یک بیوشیمی‌دان اهل ایالات متحده بود که به‌خاطر تخصصش در زمینهٔ سیب‌زمینی شناخته می‌شد. او بیشتر دوران حرفه‌ای خود را در دانشگاه کرنل گذراند، جایی که در سال ۱۹۵۳ دکترای بیوشیمی گرفت و سپس نزدیک به پنجاه سال به‌عنوان عضو هیئت علمی در آنجا فعالیت کرد. او همچنین به‌عنوان مشاور با شرکت آر.تی. فرنچ و آژانس حفاظت محیط زیست ایالات متحده همکاری می‌کرد.
در سال ۱۹۹۷، نخستین جایزه الیزابت فلمینگ استایر را دریافت کرد.
ماندی آثار متعددی دربارهٔ موضوعاتی مانند محتوای شیمیایی و تغذیه‌ای سیب‌زمینی و تأثیر اصلاح خاک و بسته‌بندی بر آن‌ها منتشر کرد. او در راه‌اندازی نخستین کنگره بین‌المللی غذا در سال ۱۹۶۰ نقش داشت و در کشورهایی چون اندونزی، موریس، ساحل عاج و نیجریه به‌صورت بین‌المللی فعالیت کرد. او عضو پیوستهٔ انجمن پیشرفت علوم آمریکا و مؤسسه فناوری غذا بود. از کتاب‌های او می‌توان به شیمی تجربی غذا و زندگی‌نامهٔ شما هرگز شکست نمی‌خورید، مگر اینکه تلاش را متوقف کنید: داستان یک زن شیمیدان پیشگام اشاره کرد.

## زندگی‌نامه
ماندی در پوکاونتاس، آرکانزاس به دنیا آمد. پدرش دیلی (که گاهی به‌صورت «دیلی» نیز ثبت شده) به‌عنوان ممیز مالیاتی شهرستان کار می‌کرد و مادرش، اتل کرول ماندی (متولد ۱۹ فوریه ۱۸۸۹) بود. پدرش در سال ۱۹۲۴ زمانی که نل هنوز ۳ سال نداشت، بر اثر سل درگذشت. پس از مرگ او، مادرش به‌عنوان روزنامه‌نگار مشغول به کار شد. اتل ماندی تا پایان عمر همراه دخترش نل در تمامی محل‌هایی که کار نل او را می‌برد، با او زندگی می‌کرد.
در سال ۱۹۴۳، ماندی مدرک کارشناسی خود را با درجه عالی در رشتهٔ شیمی از دانشگاه باپتیست واچیتا دریافت کرد و دو سال بعد، مدرک کارشناسی ارشد خود را از دانشگاه تگزاس در آستین گرفت. در دوران اقامتش در آستین، عضو انجمن لوتا سیگما پی شد. در سال ۱۹۵۳، دکترای خود را در رشتهٔ بیوشیمی از دانشگاه کرنل در ایالت نیویورک دریافت کرد. او به‌مدت ۴۸ سال در دانشگاه کرنل تدریس کرد و کارش را به‌عنوان دانشیار تغذیه آغاز کرد. نل هرگز ازدواج نکرد و همیشه با مادرش زندگی کرد؛ مادری که همراه او به ایتاکا نقل مکان کرد و در سال ۱۹۷۲ در همان‌جا درگذشت.
در زمستان سال ۱۹۹۶، زمانی که ۷۵ سال داشت، مورد حملهٔ یک نوجوان قرار گرفت که این حادثه باعث شد به‌صورت نسبی شنوایی‌اش را از دست بدهد. در پی این اتفاق، ماندی در زمینهٔ حقوق قربانیان و ایمنی سالمندان فعال شد و همین موضوع منجر به ارائهٔ لوایحی در سنای نیویورک و مجمع قانون‌گذاری این ایالت گردید. او مدافع اصلاحاتی در زمینهٔ حمایت از قربانیان از جمله بازپرداخت خسارت، تسهیل مسیرهای اداری، حمایت‌های عاطفی و حفاظتی شد.

## دستاوردهای حرفه‌ای
ماندی آثار و تحقیقات گسترده‌ای از خود به‌جا گذاشت. نوشته‌ها و مطالعات او در نشریات گوناگونی منتشر شده‌اند و موضوعات گسترده‌ای در مورد سیب‌زمینی را شامل می‌شوند؛ از جمله تأثیر اصلاحات خاک بر محتوای شیمیایی سیب‌زمینی یا چگونگی اثر بسته‌بندی بر ترکیب شیمیایی آن. نخستین کتاب او شیمی تجربی غذا بود که در سال ۱۹۸۰ منتشر شد.
در سال ۱۹۶۰، ماندی نقش مهمی در برگزاری نخستین کنگرهٔ بین‌المللی غذا ایفا کرد. این فرصت پس از آن برایش فراهم شد که جایزه‌ای از ناتو دریافت کرد تا به اسکاتلند برود و در سمیناری دربارهٔ پیشرفت‌های اخیر در علوم غذایی شرکت کند. در میانهٔ همان دهه، به‌عنوان مشاور با شرکت آر.تی. فرنچ (که امروزه با نام فرنچز شناخته می‌شود) همکاری کرد. در دانشگاه ایالتی فلوریدا، از سال ۱۹۶۰ تا ۱۹۷۰ به‌عنوان استاد تغذیه و علوم غذایی فعالیت داشت. تحت نظارت دولت ایالات متحده، برای وزارت کشاورزی (USDA) کار کرد و بین سال‌های ۱۹۷۹ تا ۱۹۸۰ نیز با سازمان حفاظت محیط زیست آمریکا به‌عنوان مشاور همکاری نمود.
در سال ۲۰۰۱، او زندگی‌نامهٔ خودنوشتش با عنوان «تو هرگز شکست نمی‌خوری مگر این‌که دست از تلاش برداری: داستان یک زن شیمیدان پیشگام» را منتشر کرد. این کتاب بر چالش‌هایی تمرکز دارد که دکتر ماندی به‌عنوان یک زن در علم با آن‌ها مواجه بود و همچنین تلاش‌هایش برای بهبود وضعیت تغذیه و امنیت غذایی در سراسر جهان، به‌ویژه در کشورهای جهان سوم.